# Eccica-Suarella
Eccica-Suarella (Corsicaans: Eccica è Suaredda) is een gemeente in het Franse departement Corse-du-Sud (regio Corsica) en telt 684 inwoners (1999).

## Geografie

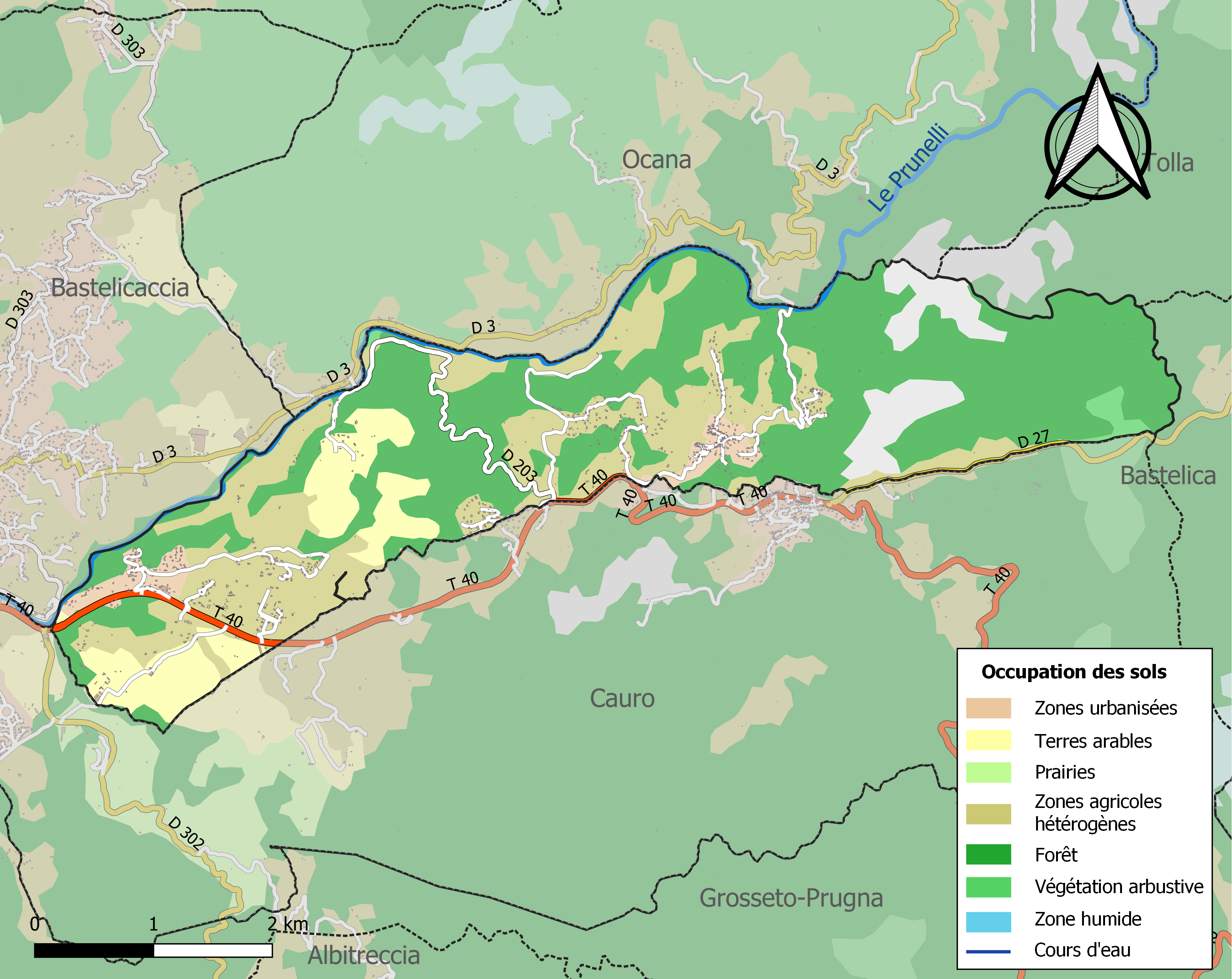
Kaart van de gemeente met de belangrijkste infrastructuur, bodemgebruik en omliggende gemeenten

## Demografie
Onderstaande figuur toont het verloop van het inwonertal (bron: INSEE-tellingen).

Vanwege een beveiligingsprobleem met de MediaWiki Graph-software is het momenteel niet mogelijk deze grafiek weer te geven. Zodra de software is bijgewerkt zal de grafiek vanzelf weer zichtbaar worden.